# Equipo Júnior de Mercedes
El Equipo Júnior de Mercedes es un programa de desarrollo de pilotos de Mercedes para ayudar a nutrir el talento de los karts a través de una escalera para promoverlos a su equipo de Fórmula 1. Todos los pilotos elegibles han sido ascendidos a la Fórmula 1 como, Pascal Wehrlein, Esteban Ocon, George Russell y Andrea Kimi Antonelli, estos dos últimos conduciendo para Mercedes desde 2022 y 2025 respectivamente.

## Lista de pilotos

### Miembros
| Piloto              | Desde | Categoría reciente                                                                                | Títulos |
| ------------------- | ----- | ------------------------------------------------------------------------------------------------- | --- |
| Alex Powell         | 2019- | Campeonato de Medio Oriente de Fórmula 4 Campeonato de Italia de Fórmula 4                        | ROK Cup Superfinal - Mini ROK 24.º South Garda Winter Cup - Mini ROK WSK Final Cup - 60 Mini Champions of the Future - OK |
| Yuanpu Cui          | 2021- | Campeonato de Fórmula Regional de Medio Oriente Campeonato GB3                                    | ninguno |
| Luna Fluxá          | 2022- | Karting (OK)                                                                                      | ninguno |
| Kenzo Craigie       | 2023- | Karting (OKJ)                                                                                     | Campeonato Mundial de Karting - Junior                                                                                    |
| Doriane Pin         | 2024- | Campeonato de Fórmula Regional de Medio Oriente F1 Academy Campeonato de Fórmula Regional Europea | ninguno |
| James Anagnostiadis | 2024- | Karting (OKJ)                                                                                     | ninguno |
| Rashid Al Dhaheri   | 2025- | Campeonato de Fórmula Regional Europea                                                            | ninguno |
| Andy Consani        | 2025- | Campeonato Francés de F4                                                                          | ninguno |
| Ethan Jeff-Hall     | 2025- | Campeonato de F4 Británica                                                                        | ninguno |
| Julia Montlaur      | 2025- | Karting                                                                                           | ninguno |
| Many Nuvolini       | 2025- | Karting                                                                                           | ninguno |
| Noah Strømsted      | 2025- | Campeonato de Fórmula 3 de la FIA                                                                 | ninguno |

### Exmiembros
| Piloto           | Años      | Categorías | Equipo(s) Fórmula 1 |
| ---------------- | --------- | --- | ------------------- |
| Daniel Guinchard | 2022      | Campeonato de F4 Británica | ninguno             |
| Paul Aron        | 2019-2023 | Campeonato de Italia de Fórmula 4 (2019) ADAC Fórmula 4 (2019) Eurocopa de Fórmula Renault (2020) Campeonato de Fórmula Regional Europea (2021-2022) Campeonato de Fórmula Regional Asiática (2022) Campeonato de Fórmula 3 de la FIA (2023) Campeonato de Fórmula 2 de la FIA (2023) | ninguno             |
| Frederik Vesti   | 2021-2024 | Campeonato de Fórmula 3 de la FIA (2021) Campeonato de Fórmula 2 de la FIA (2022-2023) European Le Mans Series - LMP2 (2024) GT World Challenge Europe Endurance Cup (2024) | ninguno             |

## Graduados a Mercedes
| Piloto                | Dentro del equipo | Dentro del equipo | Mercedes    | Otros equipos F1                                                                    |
| Piloto                | Años              | Categorías | Mercedes    | Otros equipos F1                                                                    |
| --------------------- | ----------------- | --- | ----------- | ----------------------------------------------------------------------------------- |
| Pascal Wehrlein       | 2014-2018         | Deutsche Tourenwagen Masters (2014-2015, 2018) Fórmula 1 (2016-2017) | —           | Manor (2016) Sauber (2017)                                                          |
| Esteban Ocon          | 2015-2019         | GP3 Series (2015) Deutsche Tourenwagen Masters (2016) Fórmula 1 (2016-2018) | —           | Manor (2016) Force India (2017-2018) Renault (2020) Alpine (2021-2024) Haas (2025-) |
| George Russell        | 2017-2021         | GP3 Series (2017) Campeonato de Fórmula 2 de la FIA (2018) Fórmula 1 (2019-2021) | 2020, 2022- | Williams (2019-2021)                                                                |
| Andrea Kimi Antonelli | 2018-2024         | Campeonato de Italia de Fórmula 4 (2021-2022) ADAC Fórmula 4 (2022) Campeonato de Fórmula Regional de Medio Oriente (2023) Campeonato de Fórmula Regional Europea (2023) Campeonato de Fórmula 2 de la FIA (2024) | 2025-       | —                                                                                   |

- Los campeonatos señalados en negrita indican que el piloto se coronó campeón.
- Los equipos señalados en cursiva indican que el piloto corrió siendo integrante del Equipo Júnior de Mercedes.